# 쿠리하라 루이
쿠리하라 루이(일본어: 栗原 類 くりはら るい[*])는 일본의 패션 모델・탤런트이다. 1994년 12월 6일 출생. 도쿄도 출신. 영국계 일본인.

## 참고 자료
- (일본어) 『栗原類』  - 고트뱅크